# Autoridad Portuaria de Vigo
La Autoridad Portuaria de Vigo es un autoridad portuaria española, dependiente de Puertos del Estado, configurada como el organismo público responsable del Puerto de Vigo. La mayoría de las infraestructuras portuarias se dedican para el transporte marítimo  y pesca
Aparte del dominio público, hay también una parte dedicada a las empresas conserveras y astilleros.

## Denominaciones
Este organismo ha recibido a lo largo de su historia las siguientes denominaciones:
- Junta de Obras del Puerto de Vigo
- Junta del Puerto y Ría de Vigo
- Autoridad Portuaria de Vigo

## Presidentes
El presidente es designado por la Junta de Galicia.
- José Martínez Torea (1983-1988)
- Elena Espinosa Mangana (1988-1996)
- Juan Corral Pérez (1996-1999)
- Julio Pedrosa Vicente (1999-2005)
- Abel Ramón Caballero Álvarez (2005-2007)
- Jesús Paz Arias (2007-2009)
- María Corina Porro Martínez (2009-2011)
- Ignacio López-Chaves Castro (2011-2015)
- Enrique César López Veiga (2015-2020)
- Jesús Vázquez Almuíña (2020-2023)
- Carlos Botana Lagarón (2023-actual)

## Sede central
- Praza da Estrela, 1.  36201-Vigo  España
- Teléfono: +34 986 26 80 00
- Fax: +34 986 26 80 01
- Correo: apvigo@apvigo.es